# Brigitte Siffert
Pour les articles homonymes, voir Siffert.
Brigitte Siffert est une lutteuse libre française née le 1er mai 1962.
Elle est double championne du monde en 1990 et en 1991 dans la catégorie des moins de 61 kg.
Elle est commissaire divisionnaire de la Police nationale.

## Palmarès

### Championnats du monde
- Médaille d'or en lutte libre dans la catégorie des moins de 61 kg en 1991 à Tokyo
- Médaille d'or en lutte libre dans la catégorie des moins de 61 kg en 1990 à Luleå

### Championnats d'Europe
- Médaille d'or en lutte libre dans la catégorie des moins de 61 kg en 1988 à Dijon

### Jeux mondiaux
- Médaille d'or de sambo dans la catégorie des moins de 64 kg aux Jeux mondiaux de 1985 à Londres